# 패럴림픽 경기 종목

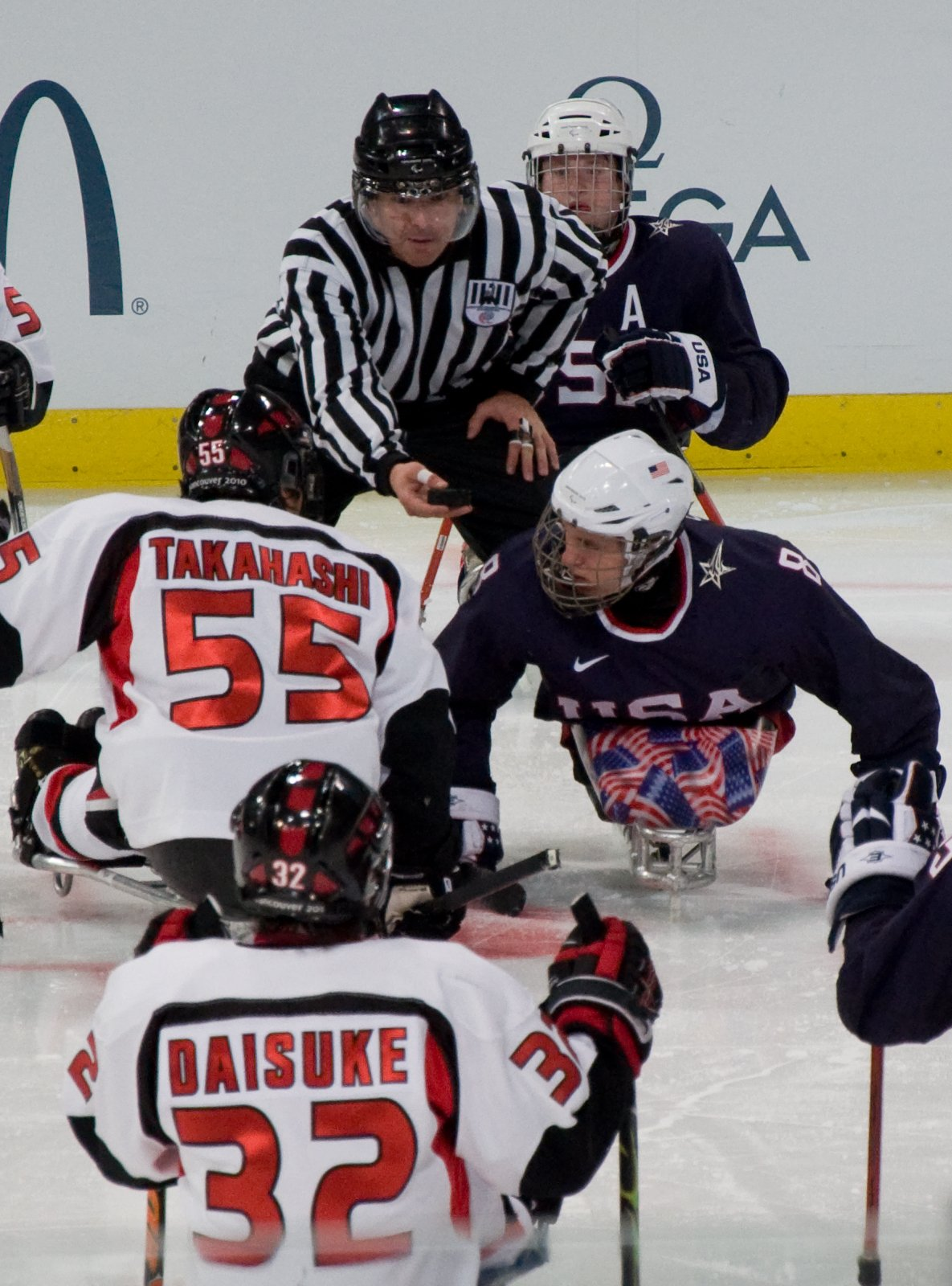
아이스슬레지하키: 2010년 밴쿠버 패럴림픽, 미국(청) 대 일본(백)의 경기장면

패럴림픽 경기 종목(영어: Paralympic sports, 프랑스어: Disciplines paralympiques)은 2016년을 기준으로 하계 패럴림픽에는 총 22개의 종목과 526개의 메달이 걸려 있으며, 동계 패럴림픽에는 5개의 종목과 72개의 메달이 걸려 있다. 각 대회별 경기 종목 및 규모는 매 패럴림픽 대회마다 달라진다.
패럴림픽 혹은 장애인 올림픽은 신체·감각 장애가 있는 운동 선수가 참여하는 국제 스포츠 대회이다. 신체 조직 일부가 결여되어 있거나, 시각 장애 그리고 뇌성마비의 선수들도 선수의 범주에 포함된다. 패럴림픽은 장애인올림픽 운동의 일환으로써, 스포츠를 통한 경쟁을 도모한다. 대회의 경기는 국제패럴림픽위원회 및 다른 국제 스포츠 연합의 감독 하에 조직 및 운영된다.

## 유래

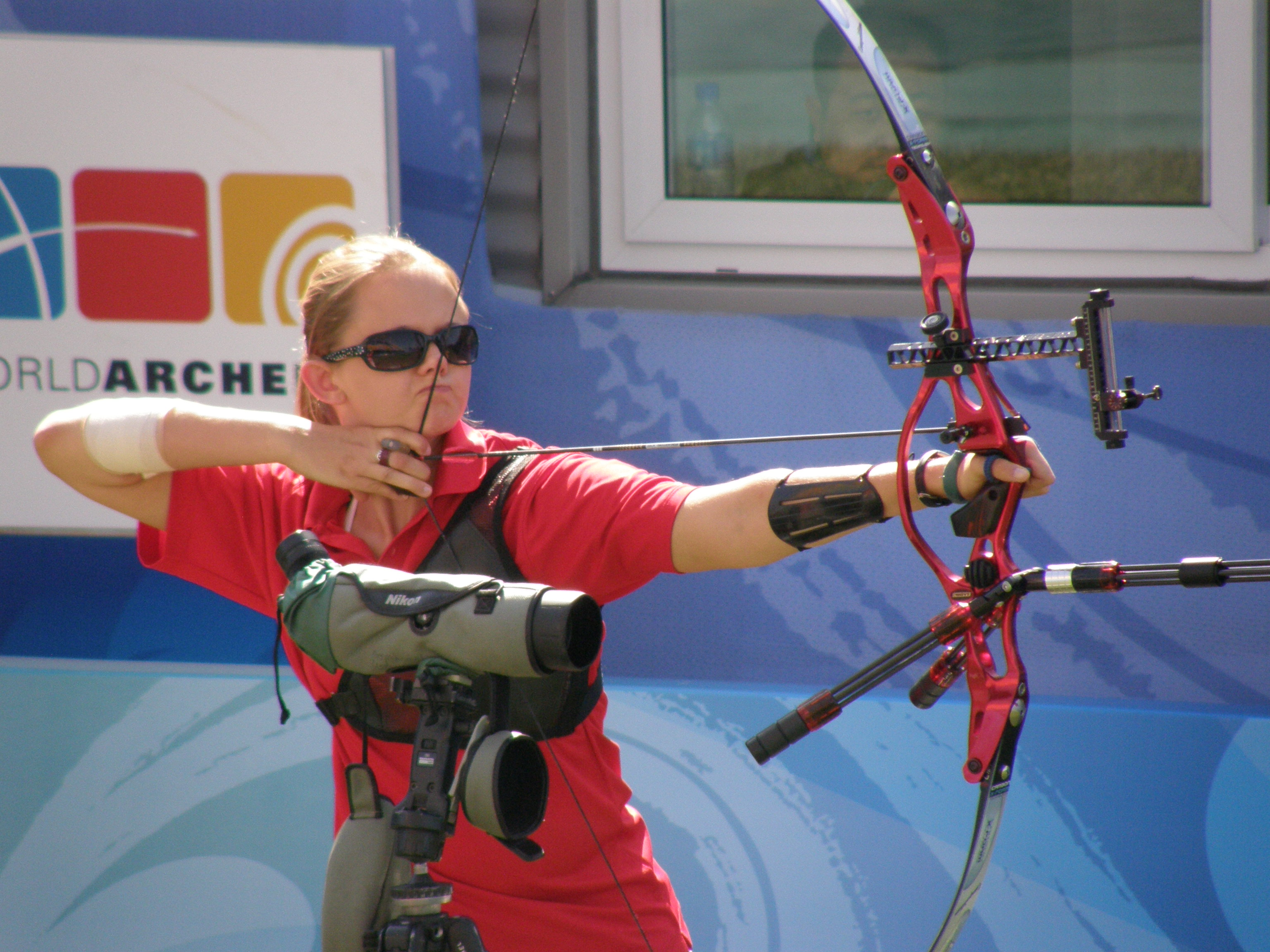
양궁: 2008년 베이징 하계 패럴림픽에 출전한 미국의 린지 카마이클(Lindsey Carmichael)

신체적 장애를 가진 선수를 위한 조직적인 운동 대회는 재활 프로그램에서 그 발달이 시작되었다. 제2차 세계 대전 중에 생겨난 수많은 부상 퇴역 군인과 시민들을 위해, 스포츠가 재활 프로그램의 중요한 부분으로 등장했다. 재활 목적에서 여가의 목적으로 발달하였으며, 이후 경쟁적인 요소가 도입되었다. 영국 스토크맨더빌(Stoke Mandeville) 병원의 루드비그 구트만(Ludwig Guttmann)이 이러한 시도의 선구자 역할을 했다. 그는 1948년 런던에서 하계 올림픽이 열리는 동안 스토크맨더빌(Stoke Mandeville) 병원에서 휠체어를 탄 선수들을 위한 경기를 조직했다. 이것이 나중 근대적인 패럴림픽의 시초가 된 스토크맨더빌 게임의 출발이었다.

## 조직
전세계적으로 국제 패럴림픽 위원회는 패럴림픽 대회 및 대회 내의 세부 9개 경기 종목에 대한 운영 권한, 그리고 기타 다른 국제경기에 대한 권한을 가지고 있는 것으로 알려져 있다. 국제휠체어/절단장애인경기연맹 (IWAS), 국제시각장애인경기연맹 (IBSA), 국제지적장애인경기연맹 (INAS), 국제뇌성마비인경기연맹 (CP-ISRA)은 각각의 해당하는 선수 그룹을 위한 경기를 운영한다. 일부 개별 종목에서는 국제 연맹이 본래의 비장애인 대회와 함께 장애가 있는 선수를 위한 대회를 함께 관장하는 경우도 있으며 장애인 부문을 위한 별도의 조직이 존재하는 경우도 있다. 전자의 경우 국제승마연맹 (FEI)이 존재하며, 후자의 경우는 국제휠체어농구연맹과 같은 조직이 있다.
대한민국에서는 대한장애인체육회가 국제패럴림픽위원회의 회원으로써 패럴림픽 뿐 아니라 다양한 장애인 경기에 대한 운영과 감독을 하고 있다.

## 장애 분류

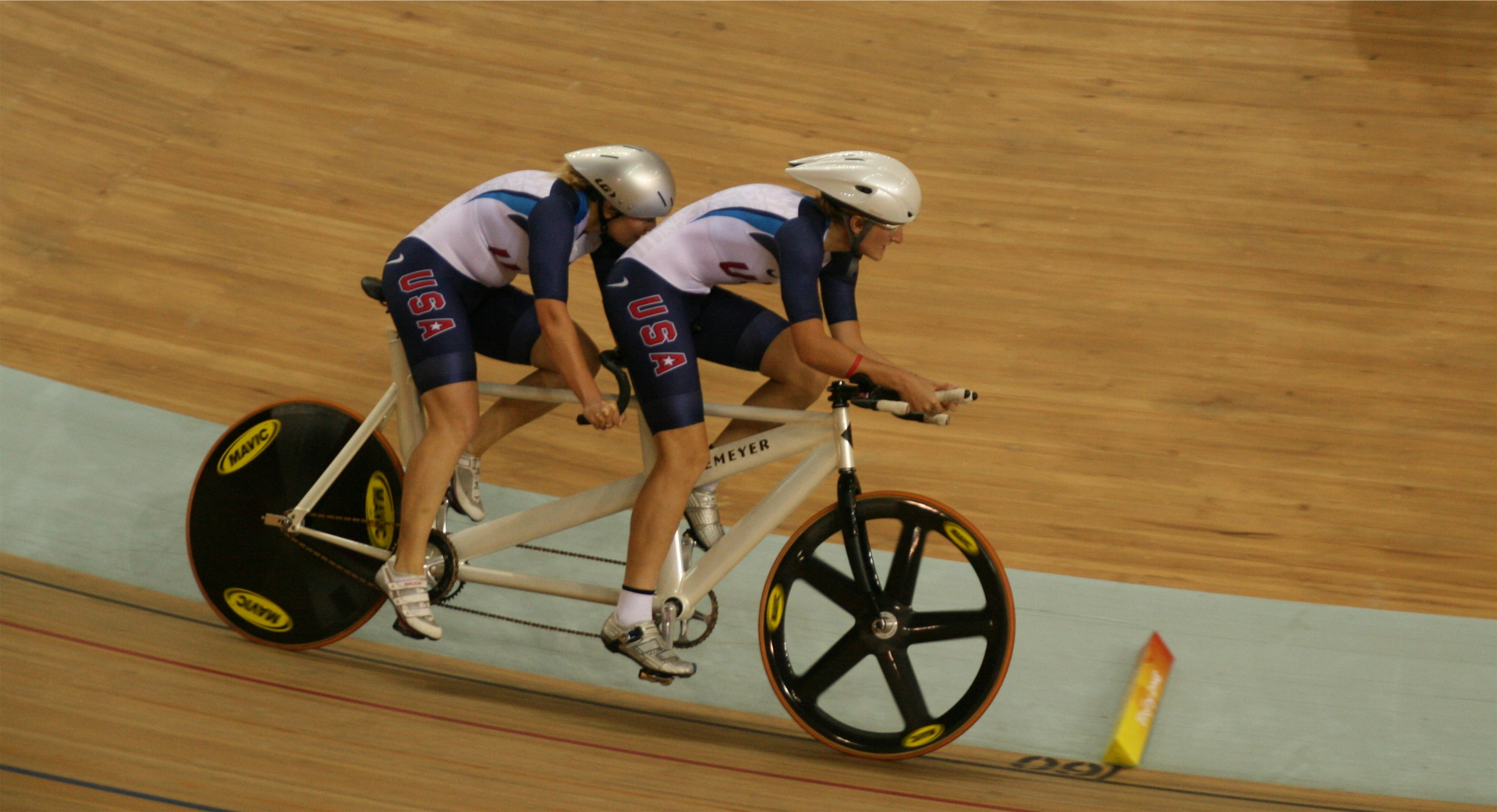
사이클: 2008 베이징 대회의 미국 카리사 휘트셀과 맥켄지 우드링

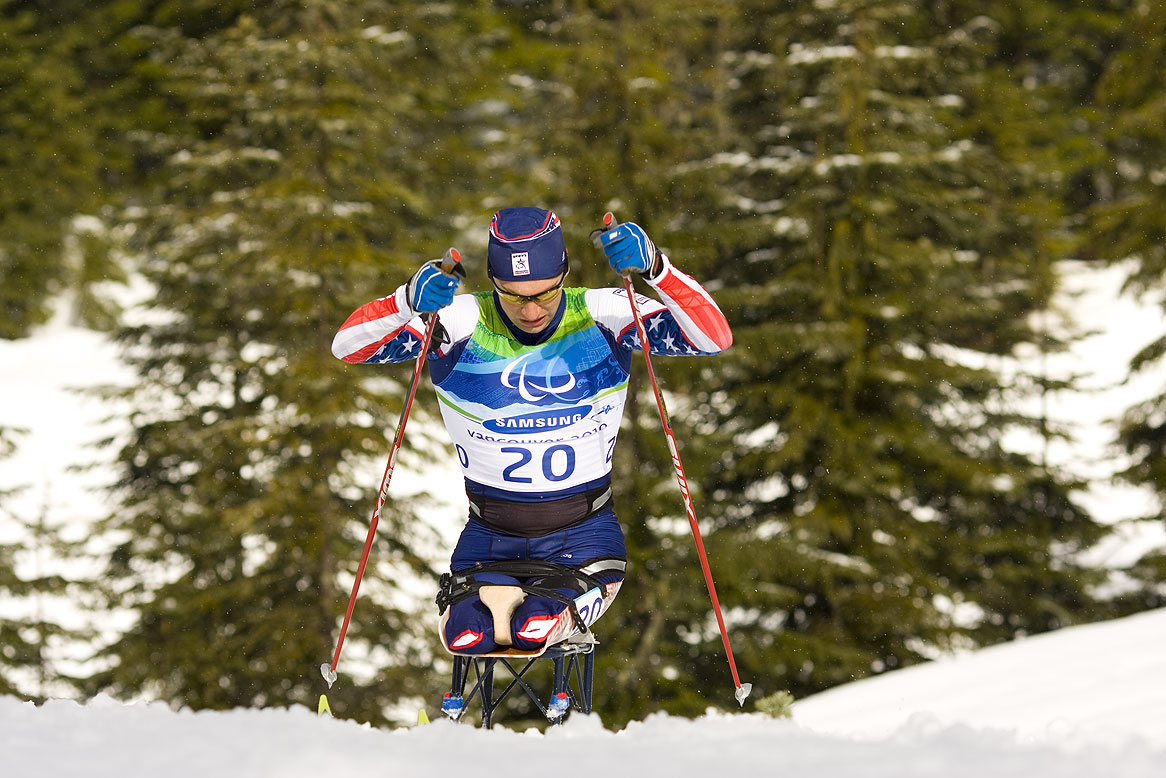
바이애슬론: 2010 밴쿠버 패럴림픽에 출전 중인 미국의 앤디 소울

패럴림픽에 출전하는 운동 선수는 해당 장애의 유형에 따라 아래의 10가지 그룹으로 분류된다.
신체 결손 - 신체 결손 분류에는 8가지 유형이 있다.:
- 근력결손 - 척수장애 등으로 인해 한 팔(다리), 전신의 반쪽 혹은 한쪽 하반신의 근력이 줄어든 경우이다.
- 수동관절가동범위제한 - 구조적으로 한개 이상 관절의 움직임이 제한되는 경우이다. 관절염과 같이 급성적인 상태는 포함되지 않는다.
- 사지손실 혹은 결핍 - 질병, 외상 혹은 선천적인 이유로 사지절단술을 받아 골조직 혹은 관절조직의 전체 혹은 일부가 손실된 경우이다. 지체이상이 이 경우에 해당한다.
- 족부기형 - 선천적이유 혹은 정신적 외상으로 인해 한 쪽 다리의 골격이 크게 축소한 경우이다.
- 저신장 - 근골격 혹은 연골조직 결핍으로 인해 팔, 다리 혹은 몸통이 작아져 신장이 축소한 경우이다.
- 고긴장 - 고긴장은 근간장의 비정상적 증가와 근육수축능력의 저하로 특징된다. 상해, 질병 또는 중추신경계의 손상 등으로 발생할 수 있다. .
- 운동실조 - 운동실조는 운동에 관여하는 근군의 상호협조가 유지되지 않아 원활한 운동에 장애를 받고 있는 경우이다. .
- 불수의운동 - 불수의운동은 일반적으로 불균형, 비자발적인 움직임과 균형동작 수행의 어려움으로 정의된다.

시각장애 - 이 범주의 선수들은 부분적인 시력의 손상부터 법적인 시각장애와 완전한 시각장애를 포함한다. 시각계통(안구구조, 수용체, 시신경, 대뇌피질)의 요소중 하나 이상 결손시 이 범주에 포함된다. 시각장애선수를 위한 시각보조장치는 경기에 있어 필수적인 요소이며 선수와 장치는 하나의 팀으로 간주한다. 2012년부터 이러한 보조장치들도 메달 수여의 대상이 되고 있다.
지적장애 - 현저한 지적수행능력의 장애가 있고 이로 인해 적응행동에 제한이 있는 경우이다. 국제패럴림픽위원회는 신체적 장애 부문을 우선적으로 다뤄왔으나 일부 경기에는 지적장애 부문도 추가되고 있다. 이는 18세 이전에 지적장애로 진단을 받은 우수한 선수만을 대상으로 한다. 그러나, 국제올림픽위원회의 스페셜올림픽은 모든 지적장애인들을 위한 대회이다.
각 선수의 등급과 분류에 따라 참여경기와 대진상대가 결정된다. 싸이클링과 같은 일부 종목은 여러 분류의 선수들이 참가하며, 축구와 같은 종목은 한 분류의 선수들에게만 허용된다. 여러 분류의 참가가 허용되는 종목 중에서도 육상과 같이 동일한 분류의 선수끼리만 경쟁하는 종목과 수영과 같이 다른 분류끼리 경쟁이 가능한 종목이 있다. 패럴림픽내의 각 경기는 일반적으로 해당 장애 등급으로 이름이 붙여지는데, 심각한 신체 결손 등급을 의미하는 ‘남자 수영 자유형 S1’ 혹은 지적 장애 등급을 의미하는 ‘여자 탁구 11’과 같은 형태이다.

## 장애등급

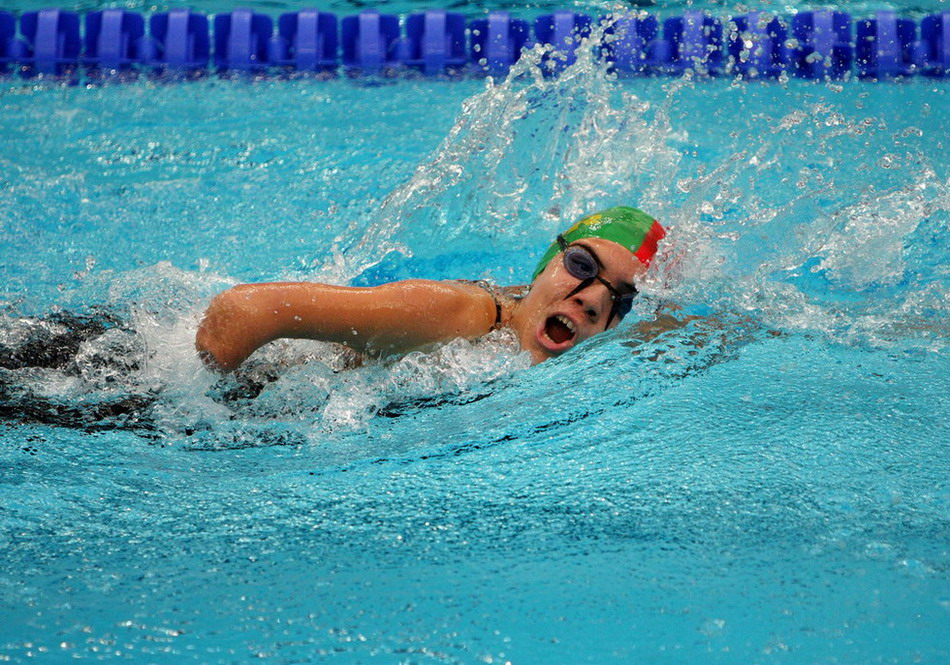
2008 하계 패럴림픽의 수영 경기

장애등급은 패럴림픽 경기의 중요한 요소 중 하나이다. 장애등급에 따른 분류를 통해 선수들은 자신과 비슷한 신체적 조건을 가진 선수들과 경쟁할 수 있다. 비장애인 종목에서 연령 혹은 체중에 따라 종목을 구분하는 것과 유사한 목적이다.
선수들은 참가하는 종목과 장애분류에 따라 다양한 과정을 통해 분류된다. 선수를 판별하는 기준에는 신체적, 의학적 진단 뿐만 아니라 선수의 신체 기능이 특정 운동을 수행할 수 있는지에 대한 기술적 평가와 경기 안팍의 관찰이 포함된다. 매종목마다 구체적인 분류체계가 갖춰져 있으며 이는 종목의 판정요소에도 포함된다.

## 하계 패럴림픽

### 현재의 하계 종목

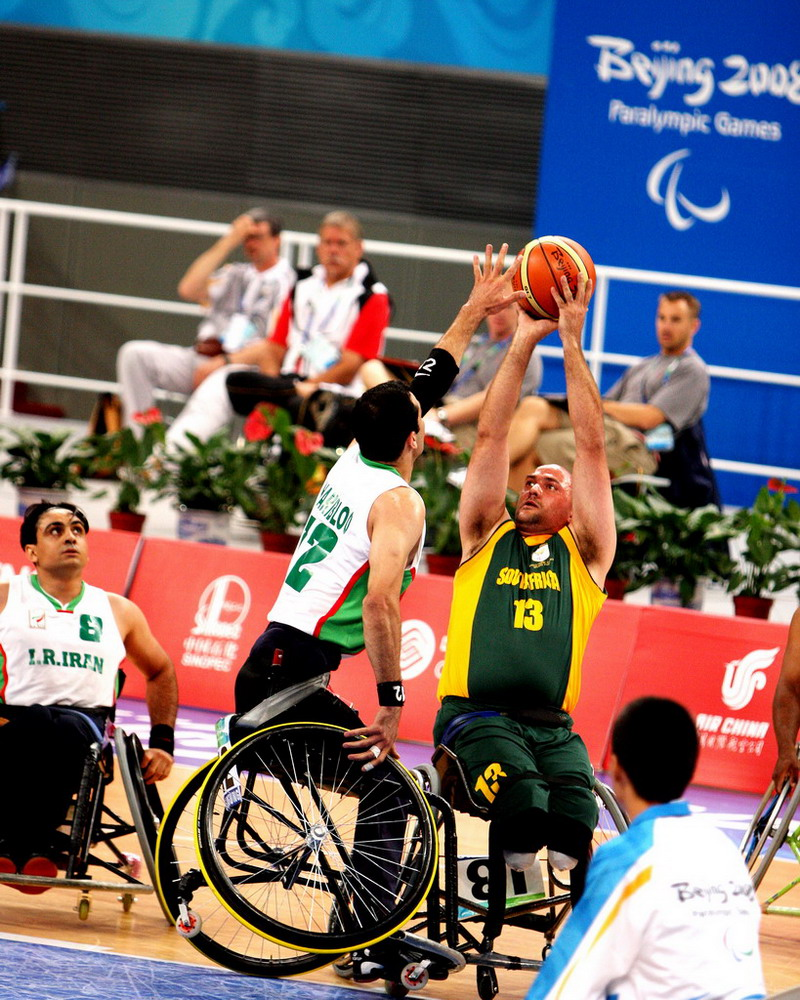
휠체어 농구: 2008 하계 패럴림픽 중 이란과 남아공의 경기

현재 채택된 하계 종목은 아래와 같다.
| 종목                       | 종목 | 분류 | 관리 기구 | 패럴림픽 현황                                 |
| -------------------------- | ---- | --- | --------- | --------------------------------------------- |
| 양궁                       |      | ARW1, ARW2, ARW3 | WA        | 하계 종목 (1960년부터)                        |
| 육상                       |      | F/T11 F/T12 F/T13 F/T20, F31 T32, T33, T34), (T35, T36, T37, T38, F40, F/T42, F/T43, F/T44, F/T45, F/T46, F/T51, F/T52, F/T53, F/T54, F55, F56, F57, F58,                                                                           | IPC       | 하계 종목 (1960년부터)                        |
| 보치아                     |      | BC1, BC2, BC3, BC4 | BISFed    | 하계 종목 (1984년부터)                        |
| 사이클: 트랙경기 도로 경기 |      | H1, H2, H3, H4, T1, T2, C1, C2, C3, C4, C5, TB (tandem), | UCI       | 하계 종목 (1988년부터) 하계 종목 (1984년부터) |
| 승마                       |      | 1a 등급, Ib 등급, 2등급, 3등급, 4등급 | FEI       | 하계 종목 (1996년부터)                        |
| 5인 축구                   |      | 시각 장애 | IBSA      | 하계 종목 (2004년부터)                        |
| 7인 축구                   |      | FT5, FT6, FT7, FT8 | CP-ISRA   | 하계 종목 (1984년부터)                        |
| 골볼                       |      | 시각 장애 | IBSA      | 하계 종목 (1980년부터)                        |
| 유도                       |      | B1, B2, B3 | IBSA      | 하계 종목 (1988년부터)                        |
| 카누                       |      | | ICF       | 하계 종목 (2016년부터)                        |
| 트라이애슬론               |      | | ITU       | 하계 종목 (2016년부터)                        |
| 파워리프팅                 |      | | IPC       | 하계 종목 (1964년부터)                        |
| 조정                       |      | AS, TA, LTA-PD, LTA-B1, LTA-B2, LTA-B3 | FISA      | 하계 종목 (2008년부터)                        |
| 요트                       |      | | IFDS      | 하계 종목 (2000년부터)                        |
| 사격                       |      | SH1, SH2 | IPC       | 하계 종목 (1976년부터)                        |
| 수영                       |      | S1, SB1, SM1, S2, SB2, SM2, S3, SB3, SM3, S4, SB4, SM4, S5, SB5, SM5, S6, SB6, SM6, S7, SB7, SM7, S8, SB8, SM8, S9, SB9, SM9, S10, SB10, SM10, S11, S12, S13, S14                                                                   | IPC       | 하계 종목 (1960년부터)                        |
| 탁구                       |      | Class 1-11 | ITTF      | 하계 종목 (1960년부터)                        |
| 배구                       |      | “Minimally Disabled” (MD) and “Disabled” (D) | WOVD      | 하계 종목 (1976년부터)                        |
| 배드민턴                   |      | WH1 (Wheelchair/ severe impairment), WH2 (Wheelchair/minor impairment), SL3 (Standing/lower limb impairment/minor), SL4 (Standing/ lower limb impairment/severe), SU5 (Standing/upper limb impairment) SH6 (Standing/short stature) |           |                                               |
| 휠체어 농구                |      | 1 point player, 2 point player, 3 point player, 4 point player and 4.5 point player | IWBF      | 하계 종목 (1960년부터)                        |
| 휠체어 펜싱                |      | Class A, Class B | IWAS      | 하계 종목 (1960년부터)                        |
| 휠체어 럭비                |      | 0.5, 1, 1.5, 2, 2.5, 3, 3.5 | IWRF      | 하계 종목 (2000년부터)                        |
| 휠체어 테니스              |      | Open, Quad | ITF       | 하계 종목 (1992년부터)                        |

### 폐지된 하계 종목
|                 |  | 분류             | 관리기구 | 패럴림픽 현황                    |
| --------------- |  | ---------------- | -------- | -------------------------------- |
| 지적장애인 농구 |  | ID               | INAS-FID | 하계 종목 (1996–2000)            |
| 론 볼링         |  | ALA, CP, VI, WC, | IPC      | 하계 종목 (1968–1988, 1996)      |
| 스누커          |  | WC               | IWAS     | 하계 종목 (1960–1976, 1984–1988) |
| 다처리          |  |                  | IPC      | 하계 종목 (1960–1980)            |
| 역도            |  |                  |          | 하계 종목 (1964–1992)            |
| 레슬링          |  |                  |          |                                  |

## 동계 패럴림픽

### 현재의 동계 종목

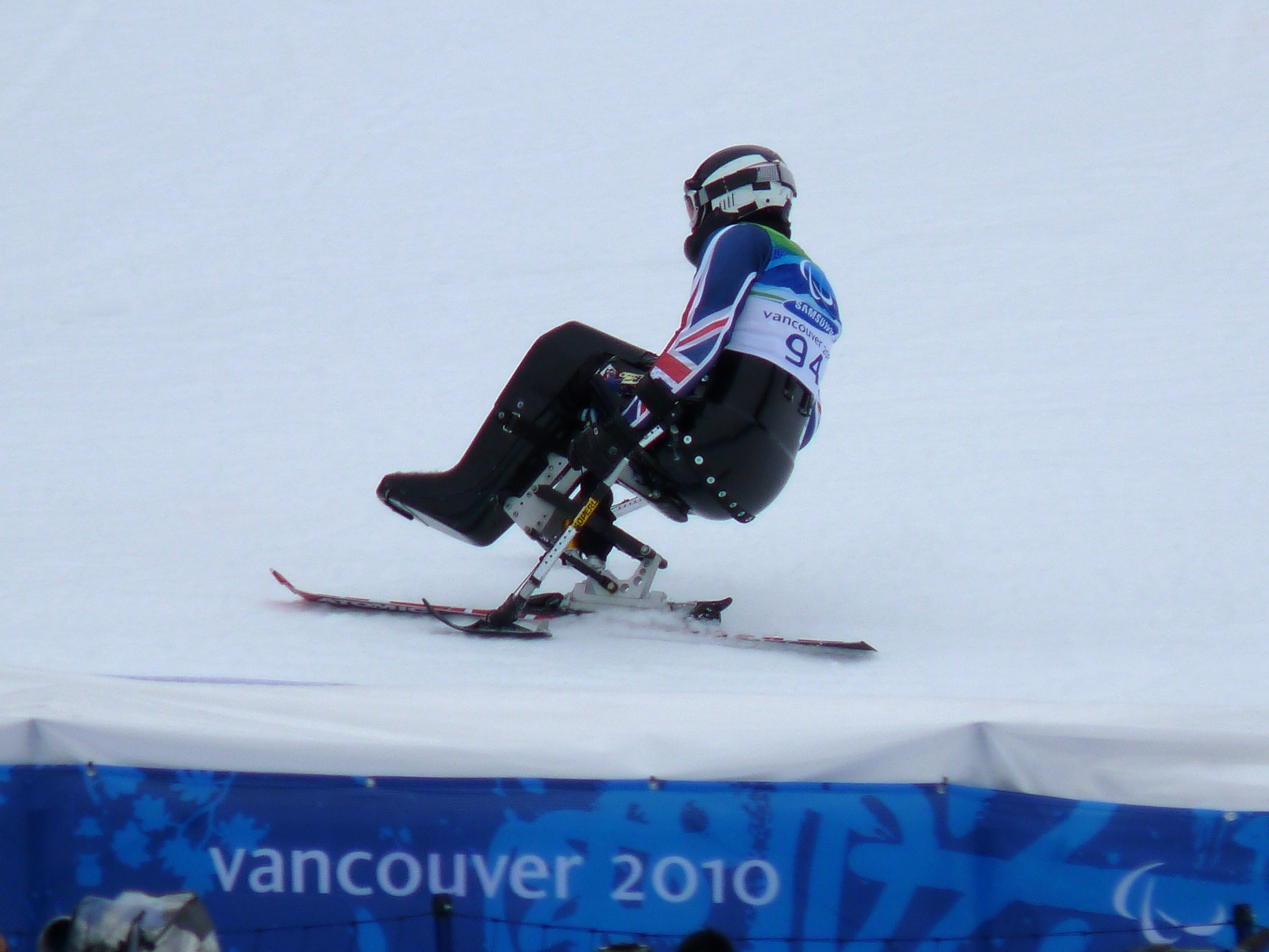
알파인 스키: 2010년 밴쿠버 동계 패럴림픽에서 영국의 탈린 스킬-피긴스

| 종목                                | 종목 | 분류 | 관리기구 | 패럴림픽 현황                                 |
| ----------------------------------- | ---- | --- | -------- | --------------------------------------------- |
| 알파인스키: 알파인스키 스노보드     |      | LW1, LW2, LW3, LW4, LW5/7, LW6/8, LW9, LW10, LW11, LW12, B1, B2, B3, SB LL, SB UL                          | IPC      | 동계 종목 (1976년부터) 동계 종목 (2014년부터) |
| 아이스슬레지하키                    |      | 참가선수는 비장애 선수와 경쟁이 불가능한 하반신 장애가 있어야 한다.                                        | IPC      | 동계 종목 (1994년부터)                        |
| 노르딕스키: 바이애슬론 크로스컨트리 |      | LW2, LW3, LW4, LW5/7, LW6, LW8 LW9, LW10, LW10.5, LW11, LW11.5, LW12, B1, B2, B3                           | IPC      | 동계 종목 (1988년부터) 동계 종목 (1976년부터) |
| 휠체어 컬링                         |      | 휠체어 컬링은 한 가지 종목만 열린다. 모든 참가 선수는 다리장애가 있으나 일반적으로 자유롭게 팔을 사용한다. | ICF      | 동계 종목 (2006년부터)                        |

### 폐지된 동계 종목
| 종목         | 종목 | 분류 | 관리기구 | 패럴림픽 현황                    |
| ------------ | ---- | ---- | -------- | -------------------------------- |
| 아이스슬레지 |      |      |          | 동계 종목 (1980–1988, 1994–1998) |

### 동계 패럴림픽에 포함될 수도 있는 종목
2012년초, IPC 선수연맹의 의장인 밥 보크는 썰매종목인 봅슬레이, 루지와 스켈레톤을 2018년 평창 동계 패럴림픽에 포함시키기 위한 노력을 시작했다.

## 약어
- 관리 기구
  - CP-ISRA — Cerebral Palsy International Sports and Recreation Association
  - IBSA — International Blind Sports Federation
  - INAS-FID — International Sports Federation for Persons with an Intellectual Disability
  - IWAS — International Wheelchair and Amputee Sport Federation
  - WA — World Archery
  - IPC — International Paralympic Committee (Paralympic athletics, Paralympic swimming, Paralympic shooting, Paralympic powerlifting, Para-alpine skiing, Paralympic biathlon, Paralympic cross-country skiing, ice sledge hockey 포함)
  - FEI — International Federation for Equestrian Sports
  - IWBF — International Wheelchair Basketball Federation
  - ITTF — International Table Tennis Federation
  - ITF — International Tennis Federation
  - IFDS — International Association for Disabled Sailing
  - FISA — International Rowing Federation
  - UCI — International Cycling Union
  - WOVD — World Organization Volleyball for Disabled
  - IWRF — International Wheelchair Rugby Federation
  - ICF — International Curling Federation
  - ITU — International Triathlon Union
  - ICF — International Canoe Federation
  - BISFed — Boccia International Sports Federation

## 같이 보기
- 올림픽 스포츠
- 올림픽 경기 종목
- 아시안 게임 경기 종목
- 월드 게임 경기 종목

## 참조
1. ↑  http://www.paralympic.org/rio-2016/about-us
2. ↑  http://www.paralympic.org/news/sochi-2014-paralympics-scheduled-released
3. ↑  http://www.paralympic.org/the-ipc/international-organization-for-the-disabled
4. ↑  “보관된 사본”. 2014년 4월 8일에 원본 문서에서 보존된 문서. 2014년 4월 7일에 확인함.
5. ↑  http://www.paralympic.org/the-ipc/international-sport-federations
6. ↑  Visually impaired skiers put fate in guide's hands, thestar.com, March 13, 2010
7. ↑  “Paralympics 2012: The able-bodied athletes at the Games”. BBC News. 2012년 8월 31일. 2012년 8월 31일에 확인함.
8. ↑  Special Olympics and the Olympic Movement 보관됨 2011-10-07 - 웨이백 머신, Official website of the Special Olympics, 2006
9. ↑  “Making sense of the categories”. BBC Sport. 2000년 10월 6일. 2010년 4월 7일에 확인함.
10. ↑  “Guide to the London 2012 Paralympic Games, Appendix Threel” (PDF). London Organising Committee of the Olympic and Paralympic Games. 2012년 9월 4일에 원본 문서 (PDF)에서 보존된 문서. 2012년 9월 8일에 확인함.
11. ↑  http://www.paralympic.org/classification
12. ↑  “Para-Snowboard Included in Sochi 2014 Paralympic Winter Games”. 《IPC Media Centre》. International Paralympic Committee. 2012년 5월 15일에 확인함.
13. ↑  “Campaign launched to get sliding sports into Paralympics for Pyeongchang 2018”. insideworldparasport.biz. 2012년 1월 3일. 2012년 5월 3일에 원본 문서에서 보존된 문서. 2012년 8월 12일에 확인함.